# Anillomyrma decamera
Anillomyrma decamera é uma espécie de formicídeo da tribo Solenopsidini; com distribuição na região indo-malaia.

## Subespécies
- Anillomyrma decamera continentis Wheeler, 1927
- Anillomyrma decamera decamera (Emery, 1901)

## Distribuição
A espécie tem distribuição na China, Filipinas, Índia, Sri Lanka e Vietnã.